# مسجد خیاط‌ها
مسجد خیاط‌ها مربوط به دوره صفوی است و در اصفهان، خیابان جمال الدین عبدالرزاق، بازار خیاطها واقع شده و این اثر در تاریخ ۲۰ مرداد ۱۳۷۷ با شمارهٔ ثبت ۲۱۵۴ به‌عنوان یکی از آثار ملی ایران به ثبت رسیده‌است.